# Epanerchodus kunashiricus
Epanerchodus kunashiricus är en mångfotingart som beskrevs av Mikhaljova 1988. Epanerchodus kunashiricus ingår i släktet Epanerchodus och familjen plattdubbelfotingar. Inga underarter finns listade i Catalogue of Life.